# Moruya charadra
Moruya charadra är en nattsländeart som beskrevs av Arturs Neboiss 1962. Moruya charadra ingår i släktet Moruya och familjen Hydrobiosidae. Inga underarter finns listade i Catalogue of Life.